# Marathon van Enschede 1996
De marathon van Enschede 1996 werd gelopen op zondag 16 juni 1996. Het was de 28e editie van deze marathon.
Bij de mannen zegevierde de Keniaan John Maundu; hij won in 2:15.14. Als eerste vrouw kwam de Nederlandse Mieke Pullen aan de finish in 2:41.13.
Bert van Vlaanderen deed dienst als haas in deze wedstrijd, maar moest door het aanvangstempo, dat op een schema lag van onder de 2 uur en 10 minuten, al snel de wedstrijd verlaten. Ook Aart Stigter liep mee als haas.

## Uitslagen

### Mannen
| rang   | naam                 | land | tijd    |
| ------ | -------------------- | ---- | ------- |
| Goud   | John Maundu          | KEN  | 2:15.14 |
| Zilver | Samuel Okemwa        | KEN  | 2:16.06 |
| Brons  | Piotr Poblocki       | POL  | 2:16.44 |
| 4      | Igor Braslavskiy     | UKR  | 2:16.54 |
| 5      | Gerard Kappert       | NED  | 2:17.02 |
| 6      | Mohamed Abdi Said    | DJI  | 2:18.11 |
| 7      | Stephen Langat       | KEN  | 2:18.47 |
| 8      | Miroslaw Golebiewski | POL  | 2:18.54 |
| 9      | Aleksandr Kuftyrev   | RUS  | 2:18.58 |
| 10     | Wieslaw Palczynski   | POL  | 2:19.17 |
| 11     | Nikolaos Polias      | GRE  | 2:19.18 |
| 14     | Fedor Ryzhov         | RUS  | 2:22.13 |
| 18     | Nixon Nkodima        | RSA  | 2:26.40 |

### Vrouwen
| rang   | naam             | land | tijd    |
| ------ | ---------------- | ---- | ------- |
| Goud   | Mieke Pullen     | NED  | 2:41.13 |
| Zilver | Sonja Ambrosy    | GER  | 2:42.25 |
| Brons  | Krystyna Kuta    | POL  | 2:49.18 |
| 4      | Lutsia Belyayeva | RUS  | 2:51.50 |

1947 ·
1949 ·
1951 ·
1953 ·
1955 ·
1957 ·
1959 ·
1961 ·
1963 ·
1965 ·
1967 ·
1969 ·
1971 ·
1973 ·
1975 ·
1977 ·
1979 ·
1981 ·
1983 ·
1985 ·
1987 ·
1989 ·
1991 ·
1992 ·
1993 ·
1994 ·
1995 ·
1996 ·
1997 ·
1998 ·
1999 ·
2000 ·
2001 ·
2002 ·
2003 ·
2004 ·
2005 ·
2006 ·
2007 ·
2008 ·
2009 ·
2010 ·
2011 ·
2012 ·
2013 ·
2014 ·
2015 ·
2016 ·
2017 ·
2018 ·
2019 ·
2020 · 2021 ·
2022 ·
2023 ·
2024 ·
2025